# Słowaccy biskupi katoliccy
Słowaccy biskupi katoliccy – lista duchownych rzymskokatolickich posiadających święcenia biskupie pracujących w diecezjach słowackich bądź urodzeni w niej misjonarze.
| Biskup | Biskup              | Data urodzenia       | Funkcja (tytuł)                                                                            | Data konsekracji     | Data nominacji/Data rezygnacji |
| ------ | ------------------- | -------------------- | ------------------------------------------------------------------------------------------ | -------------------- | ------------------------------ |
|        | Ján Babjak SJ       | 23 października 1953 | arcybiskup metropolita preszowski obrządku bizantyjsko-słowackiego                         | 6 stycznia 2003      | 30 stycznia 2008               |
|        | Bezák Róbert CSsR   | 1 marca 1960         | emerytowany trnawski                                                                       | 6 czerwca 2009       | 2 lipca 2012                   |
|        | Bober Bernard       | 3 listopada 1950     | arcybiskup metropolita koszycki                                                            | 30 stycznia 1993     | 4 czerwca 2010                 |
|        | Chautur Milan CSsR  | 4 września 1957      | eparcha koszycki                                                                           | 29 lutego 1992       | 30 stycznia 2008               |
|        | Chovanec Marián     | 16 września 1957     | ordynariusz bańskobystrzycki                                                               | 18 września 1999     | 20 listopada 2012              |
|        | Fekete Vladimir SDB | 11 sierpnia 1955     | prefekt apostolski Azerbejdżanu (biskup tytularny Municipa)                                | 11 lutego 2018       | 4 sierpnia 2011                |
|        | Forgáč Marek        | 21 stycznia 1974     | pomocniczy koszycki (biskup tytularny Seleuciana)                                          | 1 września 2016      | 11 czerwca 2016                |
|        | Galis Tomáš         | 22 grudnia 1950      | ordynariusz żyliński                                                                       | 25 września 1999     | 14 lutego 2008                 |
|        | Haľko Jozef         | 10 maja 1964         | pomocniczy bratysławski (biskup tytularny Serra)                                           | 17 marca 2012        | 31 stycznia 2012               |
|        | Imrich Andrej       | 9 stycznia 1948      | emerytowany pomocniczy spiski (biskup tytularny Castellum Titulianum)                      | 11 lipca 1992        | 15 października 2015           |
|        | Judák Viliam        | 9 listopada 1957     | ordynariusz nitrzański                                                                     | 16 lipca 2005        | 9 czerwca 2005                 |
|        | Lach Milan SJ       | 18 listopada 1973    | eparcha Parmy (USA)                                                                        | 1 czerwca 2013       | 1 czerwca 2018                 |
|        | Orosch Ján          | 28 maja 1953         | arcybiskup trnawski                                                                        | 2 maja 2004          | 11 lipca 2013                  |
|        | Rábek František     | 17 lutego 1949       | biskup polowy Słowacji                                                                     | 27 lipca 1991        | 20 stycznia 2003               |
|        | Rusnák Peter        | 6 września 1950      | eparcha bratysławski obrządku bizantyjsko-słowackiego                                      | 16 lutego 2008       | 30 stycznia 2008               |
|        | Šašik Milan         | 17 września 1952     | eparcha mukaczewski obrządku bizantyjsko-rusińskiego                                       | 6 stycznia 2003      | 17 marca 2010                  |
|        | Sečka Štefan        | 6 lipca 1953         | ordynariusz spiski                                                                         | 27 lipca 2002        | 4 sierpnia 2011                |
|        | Sokol Ján           | 9 października 1933  | emerytowany arcybiskup trnawski                                                            | 12 czerwca 1988      | 18 kwietnia 2009               |
|        | Stolárik Stanislav  | 27 lutego 1955       | ordynariusz rożnawski                                                                      | 20 marca 2004        | 21 marca 2015                  |
|        | Tencer Dávid OFMCap | 18 maja 1963         | ordynariusz Reykjavíku (Islandia)                                                          | 31 października 2015 | 18 września 2015               |
|        | Tkáč Alojz          | 2 marca 1934         | emerytowany arcybiskup metropolita koszycki                                                | 17 marca 1990        | 4 czerwca 2010                 |
|        | Tomko Jozef         | 11 marca 1924        | emerytowany prefekt Kongregacji ds. Ewangelizacji Narodów, kardynał-prezbiter Santa Sabina | 15 września 1979     | 9 kwietnia 2001                |
|        | Vasiľ Cyril SJ      | 10 kwietnia 1965     | sekretarz Kongregacji ds. Kościołów Wschodnich                                             | 14 czerwca 2009      | 7 maja 2009                    |
|        | Zvolenský Stanislav | 19 listopada 1958    | arcybiskup metropolita bratysławski                                                        | 2 maja 2004          | 14 lutego 2008                 |